# نيكولاوس هاغ
نيكولاوس هاغ Nicolaus Hagg (ولد عام 1967 في كلاجنفورت) هو ممثل وكاتب نمساوي.
بدأ هاغ التمثيل حين كان في الحادية عشرة من عمره في أدوار صغيرة على خشبة مسرح المدينة. وبعد حصوله على الثانوية، انخرط في دراسة التمثيل في كونسرفاتوار مدينة فيينا على يد البروفيسور إلفريده أوت. وبعد إتمامه تلك الدراسة التحق عضوا بالمسرح الشعبي في فيينا، حيث استمر في تلك الفرقة خمس سنوات. ثم انتقل إلى برلين إلى مسرح الغرب، حيث قام بدور أمادويس في المسرحية الغنائية «فالكو يقابل أمادويس».
وفي عام 1998 بدأ هاغ الكتابة لبرنامج أسبوعي ساخر هو Der Gugelhupf في الإذاعة النمساوية. وعمل كذلك في تلك الفترة مؤلفا في العديد من الأعمال السينمائية والتلفزيونية.
وهو حاليا يعيش متنقلا بين فيينا وبرلين كاتبا وممثلا.

## المشاركات الرئيسية
- مسرح الغرب في برلين[1]
- المسرح الألماني[1]
- أوبرنهاوس غراتس [1]
- المسرح في دير جوزيفشتات[1]
- فولكسوبر فيينا[1]
- مسرح الفرقة في فيينا[1]
- مسرح دراخينغاس [1]
- مسرح شتاتشيتر كلاغنفورت مهرجان رايشنا[1]

## روابط خارجية
- نيكولاوس هاغ على موقع IMDb (الإنجليزية)